# Ofatumumab
Ofatumumab (marca registrada Arzerra™) es un medicamento, un anticuerpo monoclonal (IgG1) completamente humanizado también conocido como HuMax-CD20 (proteína CD 20) que inhibe en su fase inicial la activación de linfocitos B. Está aprobado para el tratamiento de la leucemia linfática crónica refractaria y está en estudio para el tratamiento de primera línea en leucemia linfática crónica (LLC), linfoma no hodgkin folicular, así como en artritis reumatoide y esclerosis múltiple por vía subcutánea.

## Aportación frente a otros medicamentos
Ofatumumab puede ser una alternativa al quimérico rituximab y a otros anticuerpos monoclonales CD20 ya que está constituido completamente con anticuerpos humanizados lo que, en principio, debiera producir menores efectos secundarios y activación más precisa de los mecanismos de apoptosis. Ofatumumab se utiliza en la leucemia linfocítica crónica (CLL) refractaria (que no responde) a fludarabina y alemtuzumab. En contraste con rituximab, otro anticuerpo CD20, ofatumumab debería conducir a una mayor activación del sistema inmune.
Ofatumumab está en fase III de estudio clínico en combinación con GS-1101 -también conocido como CAL-101, un inhibidor selectivo de la Fosfoinositol 3-quinasa- para evaluar la seguridad y eficacia de este inhibidor.

## Mecanismo de acción
Ofatumumab se dirige a la molécula CD20 como diana fundamental ya que está expresada en muchas de las enfermedades maglinas de las células B, entre ellas la leucemia linfática crónica. El medicamento se dirige específicamente contra un epítopo situado en el bucle pequeño de la molécula, cercano a la membrana y próximo a la superficie del linfocito B. Esta ubicación, frente a otros anticuerpos monoclonales, es más cercana a la membrana, por lo que, en teoría, resulta más eficaz a la hora de provocar la descomposición y posterior muerte de células B (Apoptosis de las célulcas cancerígenas). La molécula CD20 tiene una elevada expresión tanto en condiciones normales como malignas o anormales de las células B. El anticuerpo localiza la molécula y se une a ella, entonces activa la emisión de una señal a través de la membrana para controlar el crecimiento y la muerte de las células tumorales.

## Efectos secundarios
La administración de ofatumumab puede provocar trombocitopenia, anemia. Durante la administración fiebre, escalofríos, presión arterial baja, dificultad de respiración, rubor, hinchazón de la garganta o la cara, dolor abdominal o de espalda, erupción y picazón así como diarrea, náuseas y vómitos.

## Licencias del Ofatumumab

### Licencia ante laFDA
El 30 de enero de 2009, la industria farmacéutica Genmab presentó la solicitud de licencia biológica ante la Administración de Drogas y Alimentos (Food and Drug Administration, FDA) de Estados Unidos para el uso ofatumumab en pacientes de leucemia linfática crónica. El Ofatumumab está aprobado por la FDA para el tratamiento de la leucemia linfática crónica (LLC) en pacientes que no responden a otros tratamientos disponibles (refractarios). Muestra potencialidad para el tratamiento del Linfoma folicular no Hodgkin (un tipo de linfoma no Hodgkin, linfoma difuso de células B grandes, la artritis reumatoide y la esclerosis múltiple remitente recidivante.
El 29 de mayo de 2009 la empresa distribuidora de Ofatumumab, GlaxoSmithKline, presentó ante el Oncologic Drugs Advisory Committee de la FDA el medicamento con los resultados de los distintos estudios clínicos realizados hasta el momento.
Ofatumumab está siendo objeto de estudios clínicos, en distintas fases, para el tratamiento de primera línea en pacientes de Leucemia en distintas combinaciones.

### Licencia ante laEMEA
El 26 de febrero de 2009, la Agencia Europea de Medicamentos (EMEA) ha aprobado una autorización para su uso.

## La empresa Genmab y ofatumumab
Ofatumumab es el primer anticuerpo producido por la empresa danesa Genmab A/S) y distribuida por la británica GlaxoSmithKline. Ofatumumab, HuMax-CD20 es el primer anticuerpo monoclonal humano o humanizado que dirigido a la molécula CD20 está disponible para los pacientes con leucemia linfática crónica y otras patologías.

## Estudios clínicos
- 2007 - Coiffier B, Lepretre S, Moller Pedersen L, Gadeberg O, Fredriksen H, van Oers MH, Wooldridge J, Kloczko J, Holowiecki J, Hellmann A, Walewski J, Flensburg M, Petersen J, Robak T, "Safety and efficacy of ofatumumab, a fully human monoclonal anti-CD20 antibody, in patients with relapsed or refractory B-cell chronic lymphocytic leukemia. A phase I-II study", Blood 2007 Nov 14
- 2010 - William G. Wierda, Thomas J. Kipps, Jiří Mayer, Stephan Stilgenbauer, Cathy D. Williams, Andrzej Hellmann, Tadeusz Robak, Richard R. Furman, Peter Hillmen, Marek Trneny, Martin J.S. Dyer, Swami Padmanabhan, Magdalena Piotrowska, Tomas Kozak, Geoffrey Chan, Randy Davis, Nedjad Losic, Joris Wilms, Charlotte A. Russell and Anders Österborg: Ofatumumab As Single-Agent CD20 Immunotherapy in Fludarabine-Refractory Chronic Lymphocytic Leukemia, 2010 by American Society of Clinical Oncology